# 오세토정
오세토정(大瀬戸町)은 나가사키현 니시소노기군의 옛 정이다.

## 지리
가쿠리키나다(角力灘)에 면한 니시소노기 반도 서부의 구릉지 및 마쓰시마를 비롯한 가쿠리키나다에 떠 있는 섬들이 마을 지역이다. 정으로 승격할 당시에는 반도 중앙의 이모리산을 경계로 세이히정, 긴카이정과 접하고 북쪽은 세이히정, 남쪽은 소토메정과 인접해 있었다.
마을의 동쪽에는 해발 531m의 이모리산이 있고, 조릿대 숲과 삼나무, 편백나무 숲으로 뒤덮인 해발 100~200m 정도의 구릉지가 해안까지 이어져 있다. 주요 하천은 남부의 유키우라강과 북부의 다이라가와가 있으며, 각각 유역에 길쭉한 평야가 있다. 마을의 중앙부인 세토 지구는 반도부가 된 후쿠시마 지구와 마쓰시마에 의해 파도가 차단되어 예로부터 항구로 이용되고 있다. 세토항 바로 앞에는 면적 6.39km2의 유인도인 마쓰시마가 있고, 주변에 작은 무인도가 산재해 있다.
고토나다를 조망할 수 있는 고지대에서는 북쪽으로는 오시마, 사키도, 히라도, 서쪽으로는 고토열도, 남쪽으로는 이케시마, 이오지마, 나가사키 반도를 바라볼 수 있다.

## 역사
- 1889년 4월 1일 - 정촌제 시행에 의해 니시소노기군 세토촌, 다이라촌, 마쓰시마촌, 유키노우라촌이 성립하였다.
- 1928년 6월 1일 - 세토촌이 정으로 승격해 세토정이 되었다.
- 1955년 2월 11일 - 세토정, 다이라촌, 마쓰시마촌, 유키노우라촌과 합병해 오세토정이 되었다.
- 2005년 4월 1일 - 세이히정·사이카이정·오시마정·사키토정과 합병, 시로 승격해 사이카이시가 되어 오세토정은 소멸하였다.

## 교통

### 도로
- 국도 202호선